# 176-й истребительный авиационный полк
176-й истребительный авиационный Берлинский Краснознамённый полк (176-й иап) — воинская часть Военно-Воздушных сил (ВВС) Вооружённых Сил РККА, принимавшая участие в боевых действиях Великой Отечественной войны, вошедшая в состав ВВС России.

## Наименования полка

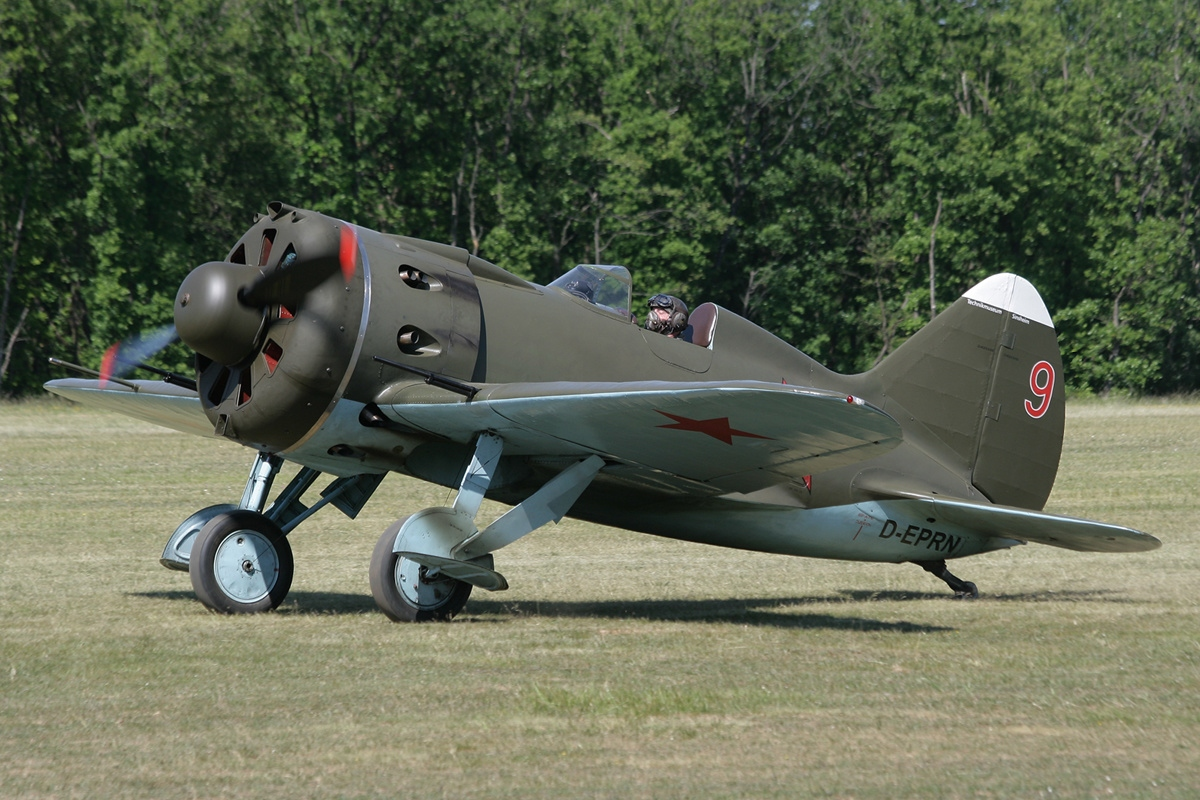
Самолёт И-16

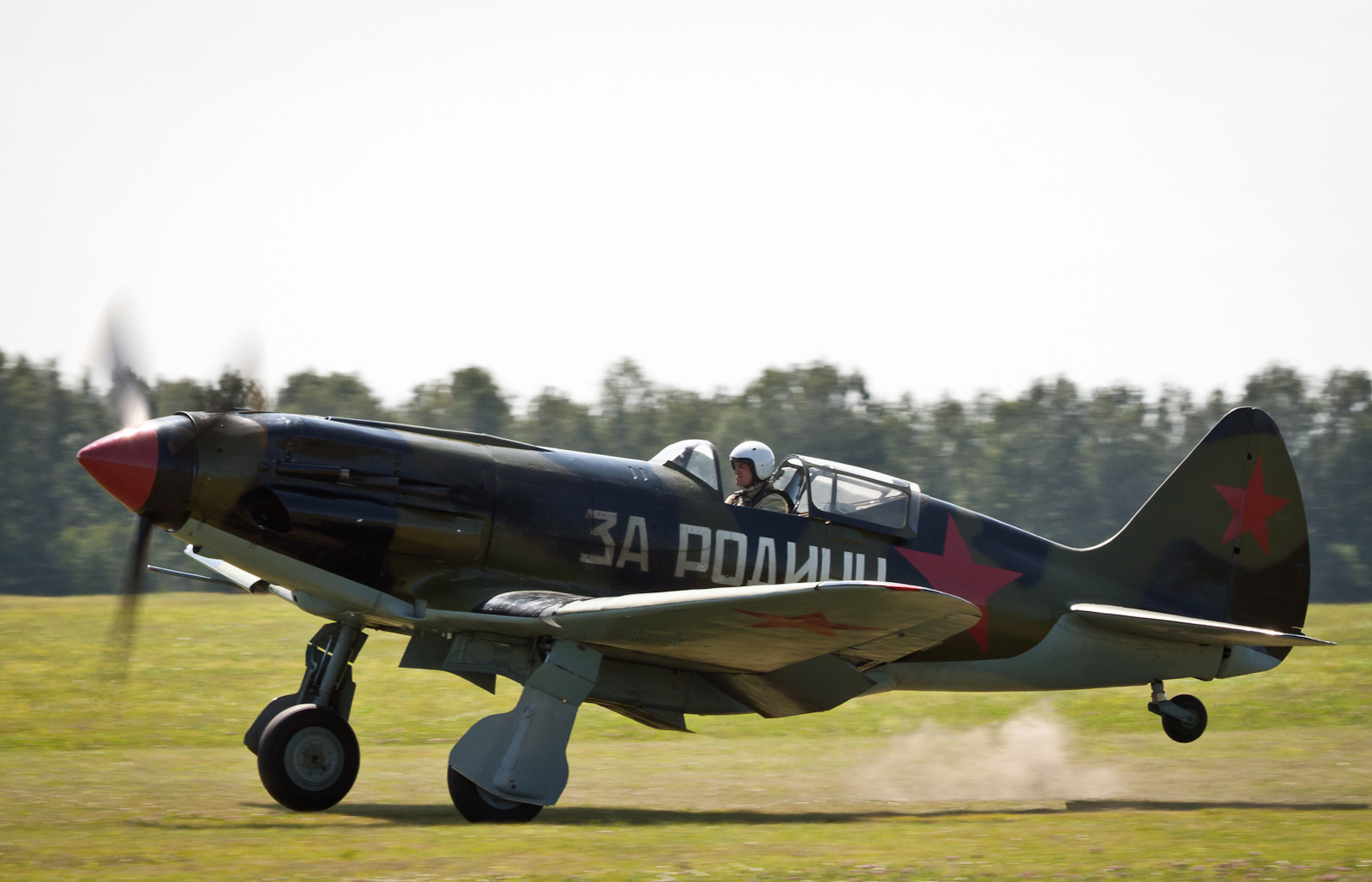
Самолёт МиГ-3

- 176-й истребительный авиационный полк ПВО
- 176-й истребительный авиационный полк
- 176-й истребительный авиационный Краснознамённый полк
- 176-й истребительный авиационный Берлинский Краснознамённый полк
- Полевая почта 42080

## Создание полка
176-й истребительный авиационный полк начал формироваться 27 марта 1941 года в ВВС Московского военного округа на аэродроме Люберцы в составе 24-й истребительной авиадивизии ВВС Московского военного округа на основе 11-го, 16-го, 24-го и 34-го иап в составе 5 эскадрилий. Не завершив формирование (имел в боевом составе 18 лётчиков и 26 И-16), 22 июня 1941 года вступил в боевые действия против фашистской Германии и её союзников в составе 6-го иак ПВО Московской зоны ПВО.

## Расформирование полка
176-й истребительный авиационный Берлинский Краснознамённый полк 26 марта 1993 года в связи с распадом СССР был выведен на аэродром Багай-Барановка Саратовской области и после расформирования 283-й иад был расформирован.

## В действующей армии
В составе действующей армии:
- с 22 июня 1941 года по 4 ноября 1942 года,
- с 4 января 1943 года по 8 сентября 1944 года,
- с 25 ноября 1944 года по 9 мая 1945 года.

## Командиры полка
- майор, подполковник Макаров Георгий Петрович[2], 04.07.1942 — 03.1943
- майор Макаревич Михаил Иванович[2], 03.1943 — 05.06.1943
- майор Пичугин Василий Георгиевич[2], 05.06.1943 — 27.07.1943
- капитан, майор, подполковник Макаров Валентин Николаевич[2], 27.07.1943 — 31.12.1945
- подполковник Беднов Геннадий Петрович[3], 1976
- подполковник Чудаков Виктор Иванович, 1976, погиб
- подполковник Антонович Анатолий Игнатьевич, 1986—1989

## В составе соединений и объединений
| Период        | Фронт (округ)                                   | армия                                                                                            | корпус                                    | дивизия                                      | примечание                                                            |
| ------------- | ----------------------------------------------- | ------------------------------------------------------------------------------------------------ | ----------------------------------------- | -------------------------------------------- | --------------------------------------------------------------------- |
| 27.03.1941 г. | Московский военный округ                        | ВВС Московского военного округа                                                                  |                                           | 24-я истребительная авиационная дивизия      | Люберцы                                                               |
| 19.06.1941 г. | Московский военный округ                        | ВВС Московского военного округа \|\| 6-й истребительный авиационный корпус ПВО \|\| \|\| Люберцы |                                           |                                              |                                                                       |
| 22.06.1941 г. | Московский военный округ                        | ВВС Московского военного округа                                                                  | 6-й истребительный авиационный корпус ПВО |                                              | Люберцы, 18 лётчиков и 26 И-16                                        |
| 22.07.1941 г. | Московский военный округ                        | ВВС Московского военного округа                                                                  | 6-й истребительный авиационный корпус ПВО |                                              | переформирован                                                        |
| 01.09.1941 г. | Московский военный округ                        | ВВС Московского военного округа                                                                  | 6-й истребительный авиационный корпус ПВО |                                              | доукомплектован и довооружён МиГ-3                                    |
| 01.01.1942 г. | Московский военный округ                        | ВВС Московского военного округаМосковский корпусной район                                        | 6-й истребительный авиационный корпус ПВО |                                              | МиГ-3                                                                 |
| 05.04.1942 г. | Московский фронт ПВО                            |                                                                                                  | 6-й истребительный авиационный корпус ПВО |                                              | МиГ-3                                                                 |
| 01.07.1942 г. | Московский фронт ПВО                            |                                                                                                  | 6-й истребительный авиационный корпус ПВО |                                              | переформирован, МиГ-3                                                 |
| 04.07.1942 г. | Воронежский фронт                               | 2-я воздушная армия                                                                              |                                           | 207-я истребительная авиационная дивизия     | МиГ-3                                                                 |
| 05.11.1942 г. | Приволжский военный округ                       | ВВС Приволжского округа                                                                          |                                           | 8-й запасной истребительный авиационный полк | Багай-Барановка, Як-1                                                 |
| 04.01.1943 г. | Донской фронт                                   | 16-я воздушная армия                                                                             |                                           | 283-я истребительная авиационная дивизия     | Як-1                                                                  |
| 15.02.1943 г. | Центральный фронт                               | 16-я воздушная армия                                                                             |                                           | 283-я истребительная авиационная дивизия     | Як-1                                                                  |
| 01.08.1943 г. | Центральный фронт                               | 16-я воздушная армия                                                                             |                                           | 283-я истребительная авиационная дивизия     | пополнен Як-7б                                                        |
| 20.10.1943 г. | Белорусский фронт                               | 16-я воздушная армия                                                                             |                                           | 283-я истребительная авиационная дивизия     | Як-7б                                                                 |
| 24.02.1944 г. | 1-й Белорусский фронт                           | 16-я воздушная армия                                                                             |                                           | 283-я истребительная авиационная дивизия     | Як-7б                                                                 |
| 05.04.1944 г. | Белорусский фронт                               | 16-я воздушная армия                                                                             |                                           | 283-я истребительная авиационная дивизия     | Як-7б                                                                 |
| 16.04.1944 г. | 1-й Белорусский фронт                           | 16-я воздушная армия                                                                             |                                           | 283-я истребительная авиационная дивизия     | Як-7б                                                                 |
| 21.07.1944 г. | 1-й Белорусский фронт                           | 6-я воздушная армия                                                                              | 13-й истребительный авиационный корпус    | 283-я истребительная авиационная дивизия     | Як-7б                                                                 |
| 01.08.1944 г. | 1-й Белорусский фронт                           | 16-я воздушная армия                                                                             | 13-й истребительный авиационный корпус    | 283-я истребительная авиационная дивизия     | Як-7б                                                                 |
| 09.09.1944 г. | Резерв Верховного Главнокомандования            |                                                                                                  | 13-й истребительный авиационный корпус    | 283-я истребительная авиационная дивизия     | из 16-й запасной истребительный авиационный полк (г. Аткарск) 38 Як-3 |
| 25.11.1944 г. | 1-й Белорусский фронт                           | 16-я воздушная армия                                                                             | 13-й истребительный авиационный корпус    | 283-я истребительная авиационная дивизия     | Як-3                                                                  |
| 09.05.1945 г. | 1-й Белорусский фронт                           | 16-я воздушная армия                                                                             | 13-й истребительный авиационный корпус    | 283-я истребительная авиационная дивизия     | Як-3                                                                  |
| 10.06.1945 г. | Группа советских оккупационных войск в Германии | 16-я воздушная армия                                                                             | 13-й истребительный авиационный корпус    | 283-я истребительная авиационная дивизия     | Як-3                                                                  |
| 05.01.1946 г. | Тбилисский военный округ                        | 11-я воздушная армия                                                                             |                                           | 283-я истребительная авиационная дивизия     | Як-3                                                                  |
| 01.06.1946 г. | Закавказский военный округ                      | 11-я воздушная армия                                                                             |                                           | 283-я истребительная авиационная дивизия     | Р-63 Кингкобра                                                        |
| 20.02.1949 г. | Закавказский военный округ                      | 34-я воздушная армия                                                                             |                                           | 283-я истребительная авиационная дивизия     | Р-63 Кингкобра                                                        |
| 1951 г.       | Закавказский военный округ                      | 34-я воздушная армия                                                                             |                                           | 283-я истребительная авиационная дивизия     | МиГ-15                                                                |
| 1953 г.       | Закавказский военный округ                      | 34-я воздушная армия                                                                             |                                           | 283-я истребительная авиационная дивизия     | МиГ-17                                                                |
| 1964 г.       | Закавказский военный округ                      | 34-я воздушная армия                                                                             |                                           | 283-я истребительная авиационная дивизия     | МиГ-21 ПФ, ПФМ                                                        |
| 1976 г.       | Закавказский военный округ                      | 34-я воздушная армия                                                                             |                                           | 283-я истребительная авиационная дивизия     | МиГ-23 М                                                              |
| 01.04.1980 г. | Закавказский военный округ                      | ВВС Закавказского военного округа                                                                |                                           | 283-я истребительная авиационная дивизия     | МиГ-23 М                                                              |
| 1985 г.       | Закавказский военный округ                      | ВВС Закавказского военного округа                                                                |                                           | 283-я истребительная авиационная дивизия     | МиГ-29                                                                |
| 01.05.1988 г. | Закавказский военный округ                      | 34-я воздушная армия                                                                             |                                           | 283-я истребительная авиационная дивизия     | МиГ-29                                                                |
| 01.01.1992 г. | Северо-Кавказский военный округ                 | 4-я воздушная армия                                                                              |                                           | 283-я истребительная авиационная дивизия     | МиГ-29                                                                |
| 01.06.1992 г. | Приволжский военный округ                       | ВВС Приволжского военного округа                                                                 |                                           |                                              | МиГ-29                                                                |
| 26.03.1993 г. | Приволжский военный округ                       | ВВС Приволжского военного округа                                                                 |                                           |                                              | МиГ-29                                                                |

## Участие в сражениях и битвах

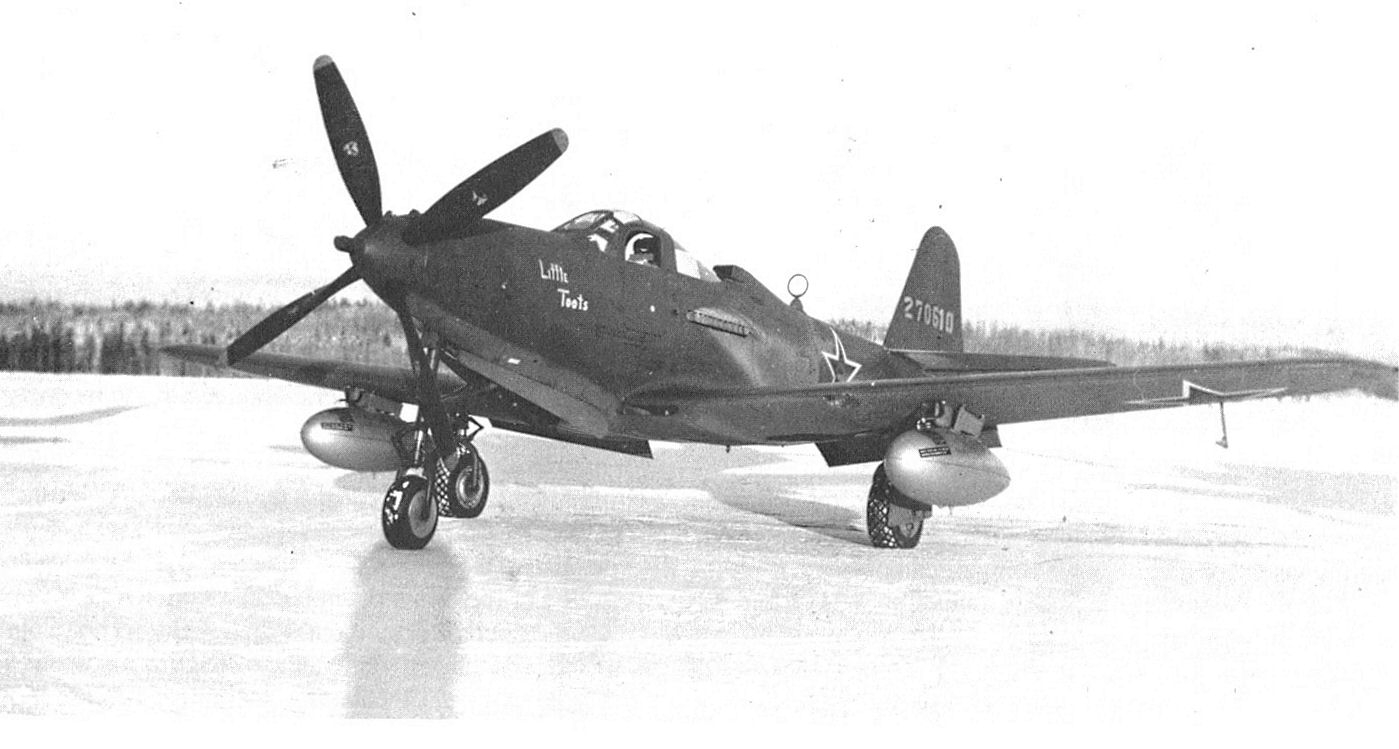
Bell P-63 Кингкобра

- Битва за Москву — 30 сентября 1941 года по 20 апреля 1942 года
- Тульская наступательная операция — 6 декабря 1941 года по 16 декабря 1941 года
- Калужская наступательная операция — с 17 декабря 1941 года по 5 января 1942 года
- Клинско-Солнечногорская наступательная операция — 6 декабря 1941 года по 26 декабря 1941 года
- Воронежско-Ворошиловградская операция — с 4 июля 1942 года по 24 июля 1942 года.
- Сталинградская наступательная операция- с 10 января 1943 года по 2 февраля 1943 года.
- Воздушная операция ВВС РККА по уничтожению немецкой авиации на аэродромах в мае 1943 года — 6 мая 1943 года.
- Орловская наступательная операция — с 12 июля 1943 года по 18 августа 1943 года.
- Черниговско-Припятская операция — с 26 августа 1943 года по 30 сентября 1943 года.
- Гомельско-Речицкая наступательная операция — с 10 ноября 1943 года по 30 ноября 1943 года.
- Белорусская операция «Багратион» — с 7 июля 1944 года по 29 августа 1944 года.
- Люблин-Брестская операция — с 18 июля 1944 года по 2 августа 1944 года.
- Висло-Одерская операция — с 12 января 1945 года по 3 февраля 1945 года.
- Варшавско-Познанская операция — с 14 января 1945 года по 3 февраля 1945 года.
- Восточно-Померанская операция — с марта 1945 года по 20 марта 1945 года.
- Берлинская операция — с 16 апреля 1945 года по 8 мая 1945 года.

## Награды
176-й истребительный авиационный полк за образцовое выполнение боевых заданий командования в боях с немецкими захватчиками за овладение городом Радом и проявленные при этом доблесть и мужество Указом Президиума Верховного Совета СССР от 19 февраля 1945 года награждён орденом «Боевого Красного Знамени».

## Почётные наименования
176-му Краснознамённому истребительному авиационному полку 11 июня 1945 года за отличие в боях при овладении столицей Германии городом Берлин присвоено почётное наименование «Берлинский»

## Отличившиеся воины
- Ачкасов Сергей Васильевич, лейтенант, командир звена 176-го истребительного авиационного полка 207-й истребительной авиационной дивизии 2-й воздушной армии 4 февраля 1943 года удостоен звания Герой Советского Союза. Золотая Звезда не вручена в связи с гибелью.
- Варчук Николай Изотович, майор, командир эскадрильи 176-го истребительного авиационного полка 207-й истребительной авиационной дивизии, удостоен звания Герой Советского Союза будучи командиром 737-го истребительного авиационного полка Указом Президиума Верховного Совета СССР от 28 сентября 1943 года. Посмертно.
- Найдёнов Николай Алексеевич, старший лейтенант, лётчик 176-го истребительного авиационного полка, удостоен звания Герой Советского Союза будучи командиром эскадрильи 563-го истребительного авиационного полка Указом Президиума Верховного Совета СССР от 24 августа 1943 года.

## Благодарности Верховного Главнокомандования
Верховным Главнокомандующим объявлены благодарности полку в составе 283-й иад:
- За прорыв обороны немцев на бобруйском направлении[5]
- За овладение городом Бобруйск[6]
- За овладение за овладение городом Барановичи и Барановичским укреплённым районом[7]
- За овладение крупным промышленным центром Польши городом Радом — важным узлом коммуникаций и сильным опорным пунктом обороны немцев[8]
- За овладение Лодзь и городами Кутно, Томашув (Томашов), Гостынин и Ленчица — важными узлами коммуникаций и опорными пунктами обороны немцев[9]

| МиГ-17 | МиГ-15 | МиГ-17 |

## Статистика боевых действий
За годы Великой Отечественной войны полком:
| Выполнено боевых вылетов | Сбито самолётов противника в воздухе | Сбито аэростатов противника |
| ------------------------ | ------------------------------------ | --------------------------- |
| 8937                     | 247                                  | 251                         |

Свои потери:
| Потеряно самолётов, всего | Погибло лётчиков всего |
| ------------------------- | ---------------------- |
| 95                        | 50                     |

## Самолёты на вооружении
| Период      | Самолёты       |
| ----------- | -------------- |
| 1941 — 1941 | И-16           |
| 1941 — 1942 | МиГ-3          |
| 1942 — 1944 | Як-1           |
| 1943 — 1944 | Як-7б          |
| 1944 — 1946 | Як-3           |
| 1946 — 1951 | P-63 Kingcobra |
| 1951 — 1953 | МиГ-15         |
| 1953 — 1964 | МиГ-17         |
| 1964 — 1976 | МиГ-21 ПФ, ПФМ |
| 1976 — 1985 | МиГ-23 М       |
| 1985 — 1992 | МиГ-29         |

| МиГ-21 | МиГ-29 | МиГ-23МЛ |

## Базирование
| Период               | Аэродромы                            |
| -------------------- | ------------------------------------ |
| 05.1945 — 01.01.1946 | Гютерфельде, Германия                |
| 01.01.1946 — 01.1992 | Миха Цхакая , Грузия                 |
| 01.1992 — 26.03.1993 | Багай-Барановка, Саратовская область |